# Slavica Đukić
Slavica Đukić   (Veliko Gradište, 7 de gener de 1960) és una ex-jugadora d'handbol sèrbia que va competir sota bandera de Iugoslàvia durant la dècada de 1980. Posteriorment emigrà a Àustria, on aconseguí la nacionalitat austríaca.
El 1984 va prendre part en els Jocs Olímpics de Los Angeles, on guanyà la medalla d'or en la competició d'handbol. Quatre anys més tard, als Jocs de Seül, fou quarta en la mateixa competició. El 1992, a Barcelona, va disputar els seus tercers i darrers Jocs, en aquesta ocasió amb Àustria. Fou cinquena en la competició d'handbol.
En el seu palmarès també destaca una medalla de bronze al Campionat del món d'handbol de 1982.